# 圣沃尔夫冈-金贝格
圣沃尔夫冈-金贝格是奥地利施蒂利亚州尤登堡县的一个市镇。总面积20.39平方公里，总人口393人，人口密度19.3人/平方公里（2005年）。